# Adare

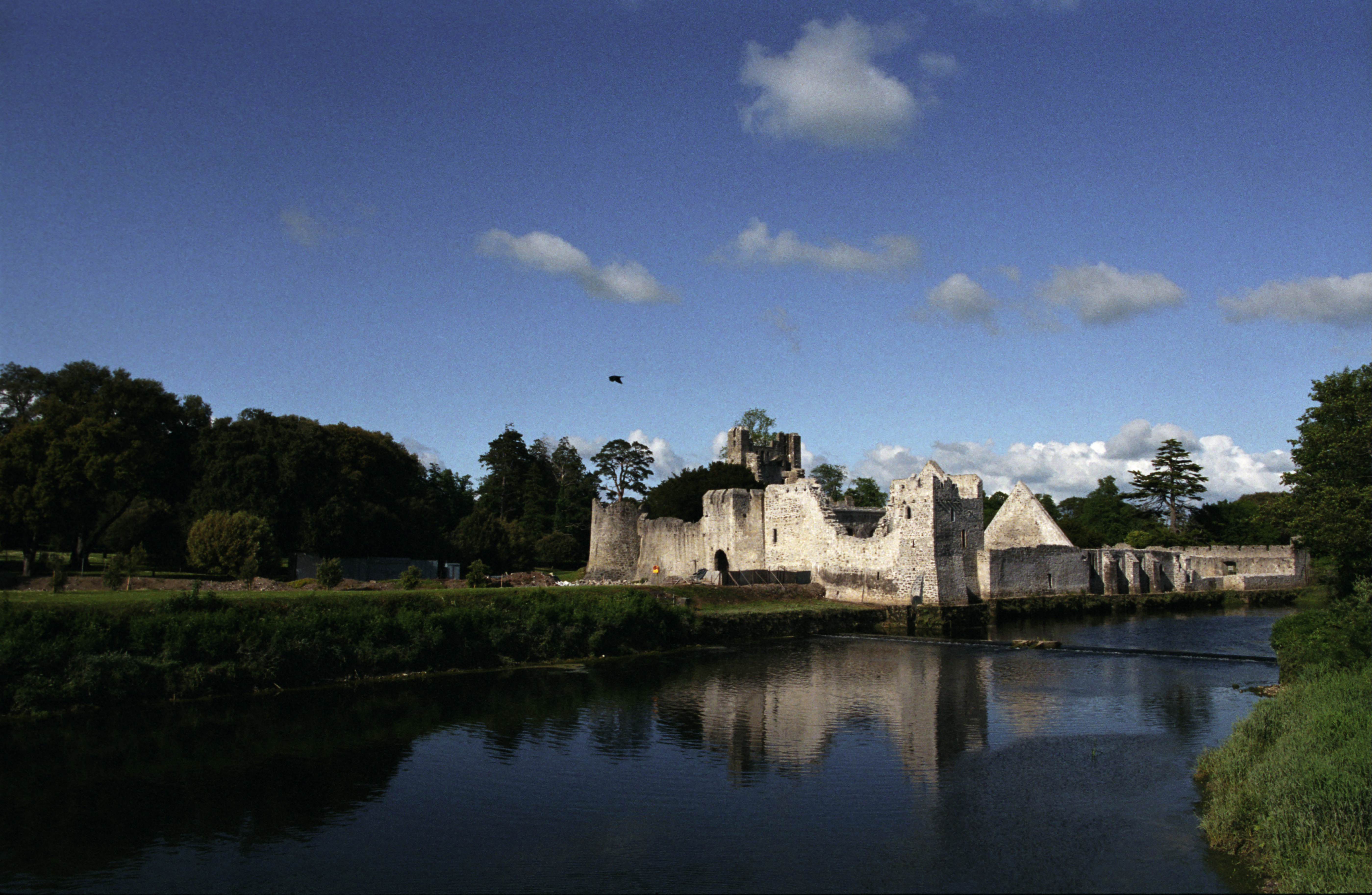
Desmond Castle.

Adare (iriska: Áth Dara) är en ort i grevskapet Limerick i republiken Irland. Orten hade 1 129 invånare (2016). Adare ligger vid floden Maigue, sydväst om staden Limerick. Limerick och Adare är sammankopplade via N21-vägen till Kerry.
Adare räknas ofta som en världsarvsstad, den är mycket populär bland turister efter alla sina attraktioner och liknande. 
Det finns en järnvägslinje i Adare till Foynes. Men järnvägsstationen har varit stängd under årtionden.